# Islote El Pelícano
Islote El Pelícano är en ö i Mexiko. Den ligger långt norrut i delstaten Sonora, i den nordvästra delen av landet, längst in i den kaliforniska viken. Arean är 11,1 kvadratkilometer.